# Jambalaya (Gericht)

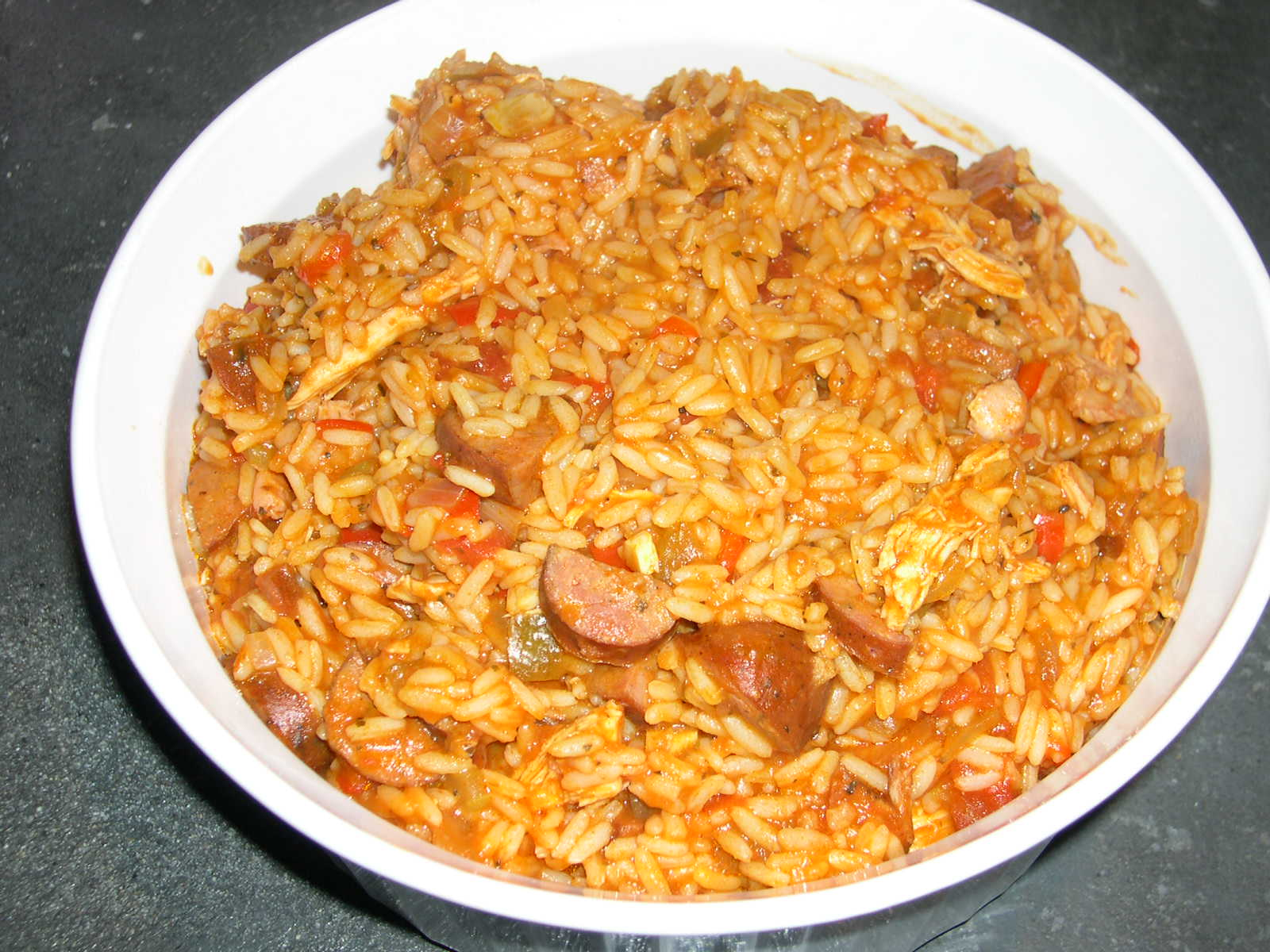
Jambalaya

Jambalaya [ˌdʒæm.bə.ˈlaɪə] (Anhörenⓘ) ist ein auf Langkornreis aufbauendes Gericht, das typisch für die Cajun-Küche und die kreolische Küche in Louisiana ist. Das Gericht leitet sich wahrscheinlich von der spanischen Paella ab, die in der Zeit der spanischen Herrschaft in New Orleans Fuß fasste, ist aber vermutlich auch von afrikanischen und französischen Einflüssen geprägt worden.

## Etymologie und Rezeption
Das Wort geht dem Oxford English Dictionary zufolge auf das provenzalische Wort Jambalaia für Eintopf zurück und erschien erstmals 1837 in einem provenzalischen Gedichtband. Die erste englischsprachige Verwendung ist in der Mai-Ausgabe von 1849 der Zeitschrift American Agriculturalist dokumentiert. Die erste Erwähnung des Begriffs in einer Zeitung stammt aus dem Juni 1872 in der New Orleans Times. Es bestehen jedoch zahlreiche weitere Theorien einschließlich der Ansicht, dass es sich um eine Kombination der Wörter Jambon (Französisch für Schinken), à la (Französisch für „nach Art von“) und Ya-ya (Westafrikanisch für Reis) handelt.
Ein musikalisches Denkmal findet das Gericht in dem Lied Jambalaya von Hank Williams.

## Zubereitung
Der Reis wird zusammen mit Gemüse und Fleisch, Fisch oder Meeresfrüchten geschmort. Die Masse wird gewürzt mit der sogenannten „Heiligen Dreifaltigkeit“ (Holy Trinity) der Cajun-Küche, bestehend aus Zwiebeln, grüner Gemüsepaprika und Staudensellerie. Für die Einlage wird meist geräucherte Wurst (Andouille) sowie Huhn, Schinken (insbesondere Tasso ham), Meeresfrüchte (etwa Shrimps oder Crawfish) oder auch Alligator verwendet. Tabasco- oder andere Chilisaucen werden häufig benutzt, um dem Gericht eine scharfe und leicht säuerliche Geschmacksrichtung zu geben. Typisch für die kreolische Küche in Louisiana ist die Red Jambalaya, die im Gegensatz zur älteren Cajun-Variante mit Tomaten zubereitet wird.